# Famille Agar (Angleterre)
Cette page explique l’histoire ou répertorie les différents membres de la famille Agar.
La famille Agar est une famille subsistante de la noblesse britannique, originaire d'Angleterre installée en Irlande. Elle s'est distinguée par les fonctions politiques, militaires et ecclésiastiques occupées par ses membres.
Elle a été illustrée par Charles Agar, 1er comte de Normanton, archevêque de Dublin (1720-1795).

## Histoire
La famille Agar est une famille originaire d'Angleterre qui acquiert des terres et s'installe en Irlande dans le comté de Kilkenny. Elle possède également plusieurs propriétés dans toutes l'Angleterre.
Le 2 février 1802, Welbore Ellis, 1er baron Mendip décède sans héritier mais selon une condition successoral spéciale accordée par lettres patentes, les trois fils de sa sœur et leurs descendances masculine peuvent lui succéder au titre,.
Henry Ellis, 2e vicomte Clifden, lui succède au titre de baron Mendip et ajoute le nom et les armes de son grand-oncle à son nom et armes par licence royale du 4 février 1804. La baronnie de Mendip reste uni à la vicomté de Clifden jusqu'en 1974.
Le 22 décembre 1974, Shaun Agar, 6e comte de Normanton, descendant du quatrième et dernier fils de la sœur de Welbore Ellis, 1er baron Mendip hérite du titre à la suite de l'extinction de la branche des vicomtes Clifden.
Le 13 décembre 1869, Thomas Agar-Robartes est créé baron Robartes en référence à un parent, John Robartes, 4e comte de Radnor. Il avait déjà pris le nom d'« Agar-Robartes » par une licence royale du 30 mars 1822.

## Personnalités

### Vicomtes Clifden
- James Agar, 1er vicomte Clifden (1734-1789), homme politique, fils d'Henry Agar ;
- Henry Agar-Ellis, 2e vicomte Clifden (1761-1836), homme politique, fils du précédent ;
  - George Agar-Ellis, 1er baron Dover (1797-1833), homme politique, fils du précédent ;
- Henry Agar-Ellis, 3e vicomte Clifden (1825-1866), fils du précédent ;
- Henry Agar-Ellis, 4e vicomte Clifden (1863-1895), fils du précédent ;
- Leopold Agar-Ellis, 5e vicomte Clifden (1829-1899), homme politique, oncle du précédent ;
- Thomas Agar-Robartes, 1er baron Robartes (1808-1882), homme politique, fils de Charles Agar ;
- Thomas Agar-Robartes, 6e vicomte Clifden (1844-1930), homme politique, fils du précédent ;
  - Thomas Agar-Robartes (1880-1915), homme politique et militaire, fils du précédent ;
- Francis Agar-Robartes, 7e vicomte Clifden (1883-1966), homme politique et diplomate, frère du précédent
- Arthur Agar-Robartes, 8e vicomte Clifden (1887-1974), homme politique et militaire, frère du précédent.

### Comtes de Normanton
- Charles Agar, 1er comte de Normanton (1736-1809), homme d'église, fils d'Henry Agar ;
- Welbore Agar, 2e comte de Normanton (1778-1868), homme politique, fils du précédent ;
- James Agar, 3e comte de Normanton (1818-1896), homme politique, fils du précédent ;
- Sydney Agar, 4e comte de Normanton (1865-1933), homme politique et militaire, fils du précédent ;
- Edward Agar, 5e comte de Normanton (1910-1967), homme politique et militaire, fils du précédent ;
- Shaun Agar, 6e comte de Normanton (1945-2019), homme politique et militaire, fils du précédent ;
- James Agar, 7e comte de Normanton (1982-), homme d'affaires, fils du précédent.

## Titres et armoiries

### Titres
- Comte de Normanton (4 février 1806)[4]
(Pairie d'Irlande)
  - Vicomte Somerton (29 janvier 1800)[5]
(Pairie d'Irlande)
  - Baron Somerton (2 avril 1873)[6]
(Pairie du Royaume-Uni)
  - Baron Somerton (16 juin 1795)[7]
(Pairie d'Irlande)
- Comtesse de Brandon (1er août 1758)
(Pairie d'Irlande)
- Vicomte Clifden (12 janvier 1781)
(Pairie d'Irlande)
  - Baron Robartes (26 novembre 1869)[4],[8]
(Pairie du Royaume-Uni)
  - Baron Dover (20 juin 1831)[4],[9]
(Pairie du Royaume-Uni)
  - Baron Clifden (29 juin 1776)[4],[10]
(Pairie d'Irlande)
- Baron Mendip (13 août 1794)
(Pairie de Grande-Bretagne)
- Baron Callan (4 juin 1790)
(Pairie d'Irlande)

### Armoiries

Agar

Ellis

Agar-Ellis

Robartes

Agar-Robartes

« D'azur au lion d'or. »

« D'or à la croix de sable chargée de cinq croissants d'argent. »

« Écartelé : aux I et IV, d'or à la croix de sable chargée de cinq croissants d'argent, qui est d'Ellis ; aux II et III, d'azur au lion d'or, qui est d'Agar. »

« D'azur à trois étoiles à six rais flamboyants et au chef ondé, le tout d'or. »

« Écartelé : aux I et IV, d'azur à trois étoiles à six rais flamboyants et au chef ondé, le tout d'or, qui est de Robartes ; aux II et III, d'azur au lion d'or, qui est d'Agar. »

## Généalogie
Cet arbre généalogique représente la lignée agnatique, par conséquent seul la descendance patronymique est développée.

### Arbre généalogique de la famille Agar
Arbre généalogique de la famille Agar
- Charles Agar (≈1630-1696) X (1670) Ellis Blancheville (≈1631-?)
  - James Agar (1672-1733) X (1701) Mary Wemyss (≈1680-1771)
    - Henry Agar (1705-1746) X (1733) Anne Ellis (≈1705-1761)
      - Henry Agar (?-1798) X Mary Tyrrel (?-?)
        - Charles Agar (?-1810)
        - Henry Agar (?-?)

      - James Agar, 1er vicomte Clifden (1734-1789) X (1760) Lucia Martin (≈1732-1802)
        - Henry Agar-Ellis, 2e vicomte Clifden (1761-1836) X (1792) Caroline Spencer (1763-1813)
          - Caroline Agar-Ellis (1794-1814)
          - George Agar-Ellis, 1er baron Dover (1797-1833) X (1822) Georgina Howard (1804-1860)
            - Henry Agar-Ellis, 3e vicomte Clifden (1825-1866) X (1861) Elisa Seymour (1833-1896)
              - Lucy Agar-Ellis (1862-1864)
              - Lilah Agar-Ellis (1862-1944) X (1884) Luke White, 3e baron Annaly (1857-1922)
              - Henry Agar-Ellis, 4e vicomte Clifden (1863-1895)

            - Lucia Agar-Ellis (1827-1895) X (1851) William Bagot, 3e baron Bagot (1811-1887)
            - Leopold Agar-Ellis, 5e vicomte Clifden (1829-1899) X (1864) Harriet Stonor (1836-1914)
              - George Agar-Ellis (1864-1872)
              - Caroline Agar-Ellis (1865-1891) X (1888) James Fawcett (1856-1924)
              - Harriet Agar-Ellis (1867-1928) X (1897) Thomas Knox (1868-1947)
              - Evelyn Agar-Ellis (1869-1952) X (1896) Edward Vanden-Bempde-Johnstone (1854-1903)

            - Diana Agar-Ellis (1832-1890) X (1851) Edward Coke (1824-1889)

        - John Agar (1764-1797) X (1792) Harriet Flower (1771-1813)
        - Charles Agar (1769-1811) X (1804) Anna Hunt (1771-1861)
          - Thomas Agar-Robartes, 1er baron Robartes (1808-1882) X (1839) Juliana Pole-Carew (1812-1881)
            - Thomas Agar-Robartes, 6e vicomte Clifden (1844-1930) X (1878) Mary Dickenson (1853-1921)
              - Mary Agar-Robartes (1879-1946) X (1919) Reginald Yarde-Buller (1864-1950)
              - Thomas Agar-Robartes (1880-1915)
              - Julia Agar-Robartes (1880-1969)
              - Francis Agar-Robartes, 7e vicomte Clifden (1883-1966)
              - John Agar-Robartes (1884-1885)
              - Arthur Agar-Robartes, 8e vicomte Clifden (1887-1974) X (1920) Patience Basset (1901-1956)
              - Edith Agar-Robartes (1888-1965)
              - Constance Agar-Robartes (1890-1936)
              - Cecil Agar-Robartes (1892-1939)
              - Alexander Agar-Robartes (1895-1930)

      - Welbore Agar (1735-1805) X (1769) Gertrude Hotham (1730-1780)
      - Charles Agar, 1er comte de Normanton (1736-1809) X (1776) Jane Benson (1752-1826)
        - Frances Agar (1777-1839) X (1798) Thomas Maude, 2e vicomte Hawarden (1767-1807)
        - Welbore Agar, 2e comte de Normanton (1778-1868) X (1816) Diana Herbert (1790-1841)
          - James Agar, 3e comte de Normanton (1818-1896) X (1856) Caroline Barrington (1834-1915)
            - Caroline Agar (1857-1894) X (1876) Edward Villiers, 5e comte de Clarendon (1846-1914)
            - Charles Agar, vicomte Somerton (1858-1894)
            - Mary Agar (1859-1943)
            - Margaret Agar (1863-1941) X (1884) Ivan Campbell (1859-1917)
            - Sydney Agar, 4e comte de Normanton (1865-1933) X (1894) Amy Byng (1865-1961)
              - Georgiana Agar (1896-1967)
              - Alexandra Agar (1897-1971) X (1917) Peter Haig-Thomas (1882-1859)
              - Caroline Agar (1899-1989)
              - Mary Agar (1901-1975) X (1925) Herbert Pretyman (1900-1945)
              - Diana Agar (1904-1929)
              - Amy Agar (1905-1983) X (1925) Michael Biddulph, 3e baron Biddulph (1898-1972)
              - Rosemary Agar (1908-1984) X (1931) Christopher Jeffreys (1907-1940)
              - Edward Agar, 5e comte de Normanton (1910-1967) X (1937) Barbara Frankland (1906-2000) (sans descendance) puis épouse Fiona Pratt (1911-1985) en 1944 (dont descendance).
                - Shaun Agar, 6e comte de Normanton (1945-2019) X (1970) Victoria Beard (1949-) (dont descendance) puis épouse Rosalind Nott (1955-) en 2010 (sans descendance).
                  - Portia Agar (1976-) X Harry Baker (?-)
                  - Marisa Agar (1979-)
                  - James Agar, 7e comte de Normanton (1982-) X (2012) Lucy Alexander (1984-)
                    - Georgiana Agar (2014-)
                    - Arthur Agar, vicomte Somerton (2016-)
                    - Frederick Agar (2018-)

                - Mark Agar (1948-) X (1973) Rosemary Marnham (1947-) (sans descendance) puis épouse Arabella Gilbey (1953-) en 1985 (dont descendance).
                  - Max Agar (1986-)
                  - Charles Agar (1989-)

            - Adelaide Agar (1869-1921) X (1894) Henry Foley (1866-1903)
            - Henry Agar (1870-1885)
            - Francis Agar (1876-1936) X (1897) Laura Kennard (1875-1960)
              - Muriel Agar (1899-1921) X (1921) William Chambers (1888-1871)
              - John Agar (1907-1942)

          - Mary Agar (1822-1904) X (1845) Horatio Nelson, 3e comte Nelson (1923-1913)
          - Herbert Agar (1823-1901) X (1871) Helen Gibson (?-1832)
            - Charles Agar (1872-1959)
            - Constance Agar (1874-1960) X (1913) Henry Sutton (1868-1936)
            - Laura Agar (1875-1968)

          - Charles Agar (1824-1855)

        - George Agar (1780-1856)
        - James Agar (1781-1866) X Louisa Thompson (?-1885)

    - Ellis Agar (1708-1789) X (1726) Theobald Bourke, 7e vicomte Mayo (sans descendance) puis épouse Francis Bermingham, 14e baron Athenry en 1745 (sans descendance).
    - Mary Agar (1712-1786) X (1742) James Smyth (1714-1771)
    - James Agar (1713-1769) X (1740) Rebecca Flower (1722-1789)
      - John Agar (?-?)
      - Mary Agar (1743-?) X (1761) Phillip Savage (?-?)
      - George Agar, 1er baron Callan (1751-1815)
      - Charles Agar (1754-1789)

## Alliances

### Branche aînée des vicomtes Clifden
Cette famille s'est alliée aux familles : Blancheville (1670), Wemyss (1692), Bourke (1726), Ellis (1733), Flower (1740 et 1792), Smyth (1742), Bermingham (1745), Martin (1760), Savage (1761), Spencer (1792), Hunt (1804), Howard (1822), Pole-Carew (1839), Bagot (1851), Coke (1851), Seymour (1861), Stonor (1864), Dickenson (1878), White (1884), Fawcett (1888), Vanden-Bempde-Johnstone (1896), Knox (1897), Yarde-Buller (1919), Basset (1920), Tyrrel...

### Branche cadette des comtes de Normanton
Cette famille s'est alliée aux familles : Benson (1776), Maude (1798), Herbert (1816), Nelson (1845), Barrington (1856), Gibson (1871), Villiers (1876), Campbell (1884), Byng (1894), Foley (1894), Kennard (1897), Sutton (1913), Haig-Thomas (1917), Chambers (1921), Biddulph (1925), Pretyman (1925), Frankland (1930), Jeffreys (1931), Pratt (1937), Beard (1970), Marnham (1973), Gilbey (1985), Nott (2010), Alexander (2012), Baker, Thompson...